# Щитовник мужской
Щито́вник мужско́й, или Па́поротник мужской (лат. Dryópteris fílix-mas) — один из самых распространённых папоротников вообще и самый распространённый папоротник умеренной климатической зоны земного шара; вид рода Щитовник (Dryopteris) семейства Щитовниковые (Dryopteridaceae).
Широко распространённое предание или суеверие о цветке (огненном цветке) папоротника, который нужно найти в ночь на Ивана Купала, связано как раз со щитовником мужским. Кто в эту ночь находил такой цветок, тому открывались подземные клады, дар предвидения. «Огненный» цветок якобы мог сделать любого человека невидимым, дать власть над тёмными силами, сделать его сказочно богатым или счастливым.

## Таксономическое положение
Щитовник мужской относится к роду Щитовник (Dryopteris Adans.) — из семейства (или, у некоторых авторов, подсемейства) Щитовниковые (Dryopteridaceae) и является одним из самых широко распространённых видов этого рода как в природе, так и в искусственном озеленении.

## Название
Родовое название Dryopteris буквально переводится как папоротник дубовых лесов (происходит от слов греч. δρυας — «дуб» и πτηρων — «крыло птицы»; некоторые европейские виды этого рода действительно встречаются в дубравах).
Видовой эпитет — filix-mas — дословно значит «папоротник мужской» (от лат. filix — «папоротник» и mas — «мужской»). Это название имеет древнее ритуальное происхождение (римское) и носит сравнительный характер, поскольку наряду с мужским папоротником в лесах встречался (и встречается по сей день) также и папоротник женский, отличающийся значительно более нежными, гнущимися и более мелко перистыми листьями, чем мужской.

## Ботаническое описание

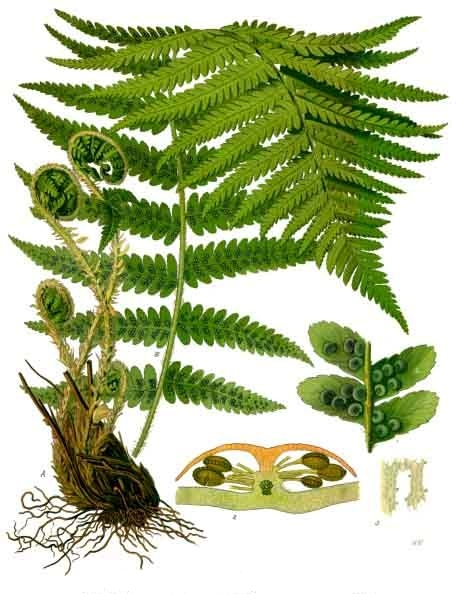

Щитовник мужской — один из самых красивых и широко известных лесных папоротников. Он имеет характерного вида короткое и толстое, косо поднимающееся вверх корневище, покрытое широкими мягкими чешуями (коричневыми или чёрными) и остатками листовых черешков. У щитовника мужского вильчатое жилкование.
На вершине корневища располагается розетка крупных сложных листьев с дважды перистой пластинкой. Длинные (ланцетной формы) прямостоячие двоякоперисторассечённые вайи собраны в воронковидный пучок. Листовые черешки короткие, толстые, густо усаженные короткими бурыми чешуйками. Если повернуть лист нижней стороной к себе, можно увидеть на сегментах листовой пластинки по пять — восемь сорусов, расположенных точно в местах разветвления питающих жилок и прикрытых сверху почковидными покрывальцами. Сорусы расположены в два ряда. Споры (видимые только под мощным микроскопом) имеют почковидную форму с гребешочками и усечёнными бородавочками по всей поверхности.
Листья щитовника мужского очень декоративны. Они могут достигать длины одного или даже полутора метров, однако растут медленно, долго не грубеют и могут быть легко повреждены. Появляясь в виде листовых зачатков в форме узкого кольца вокруг точки роста на вершине корневища, они перезимовывают в таком виде первый раз — и только на второе лето принимают характерную для всех папоротников улиткообразную форму. Молодые листья появляются в самом центре розетки и таким образом максимально защищены от любых внешних воздействий. Густое покрытие чешуйками и свёрнутое улиткообразное положение молодых листьев лучше всего предохраняют нежные ткани растущей верхушки листа от высыхания и любых механических повреждений. В таком улиткообразном состоянии пучок молодых листьев проводит ещё один год. И только весной третьего года молодые листья быстро развёртываются в густую розетку и достигают своего полного развития. Таким образом, в разгар периода вегетации на каждом растении одновременно можно найти все три формы листьев трёхгодового цикла: это годовалые зачатки, двухгодовалые улитки и полностью развитые прямостоячие зрелые вайи. Сформированные листья живут один сезон, выполняют вегетативную функцию, а также функцию размножения — и той же осенью увядают. Но к тому моменту уже вызревают и рассеиваются споры, из которых в благоприятных условиях той же осенью вырастает и уходит под снег на зимовку гаметофит (примитивный обоеполый заросток нового растения) сердцевидной формы, обильно покрытый железистыми волосками.
Отличается от кочедыжника женского (Athyrium filix-femina) формой сорусов (у женского папоротника они продолговатые), от других видов щитовника — характером края листа, окраской плёнок на листовом черешке.
Спороносит с середины до конца лета. Средний возраст спороносящих экземпляров свыше 30 лет.

## Химический состав
Все части растения содержат фенольные соединения и антоцианы. Корневища, кроме того, — тритерпеноиды, витамины группы B, дубильные вещества (7—8 %), высшие алифатические спирты и высшие жирные кислоты. В листьях найдены эфирное масло (0,144 %), витамин C, флавоноиды, высшие жирные кислоты, в том числе линолевая, пальмитиновая, олеиновая, линоленовая, стеариновая; липиды.

## Распространение и среда обитания

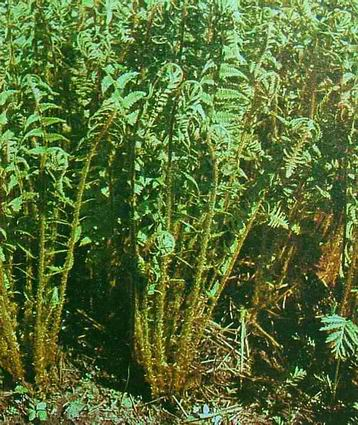
Заросли щитовника весной

Щитовник мужской можно в полной мере назвать космополитом среди растений. Он освоил самые обширные территории произрастания — его можно встретить от Гренландии и Скандинавии до Мексики и Средиземноморья. На территории России его ареал не менее широкий: его можно найти от Кольского полуострова на севере европейской части до горно-лесных районов Кавказа, Предуралья, Урала и юга Сибири. Встречается щитовник мужской также и в Средней Азии. В горах он поселяется в буковых, еловых, пихтовых и арчовых лесах, поднимаясь местами до альпийского и горно-тундрового пояса. Может расти даже в Арктике — по защищённым от ветра и прогреваемым летом южным склонам, засыпаемым зимой мощным снежным покровом. Однако основная часть его ареала находится именно в лесной зоне, где он встречается в хвойных, смешанных и широколиственных лесах.
В лесах умеренной климатической зоны (например, средней полосы России или Северо-Запада) на влажных слабокислых почвах в травяном покрове еловых, пихтовых и широколиственных лесов щитовник мужской часто образует плотные сообщества, вытесняя с благоприятной территории почти все остальные растения. Однако и одиночные экземпляры тоже встречаются не редко. Излюбленное место заселения щитовника мужского — умеренно заболоченные (или даже полусухие) пожарища, зоны отчуждения железных дорог, просеки, где в условиях пониженной конкуренции можно встретить особенно обширные заросли этого растения.
Однако, несмотря на широкое и почти повсеместное распространение, щитовник мужской внесён в региональные Красные книги России (например, Мурманской области и Бурятии) и Украины. В Донбассе встречается в лесах Славянского и Краснолиманского районов Донецкой, а также в поймах Донца в Луганской областях.  В Бурятии вид обнаружен на южном побережье Байкала в дельтах рек Снежной, Выдринной, Переемной и в окрестностях станции Выдрино. Восточнее побережья озера Байкал становится ещё более редким, почти не встречается. Сокращение популяции связано прежде всего с уязвимостью уже образовавшихся сообществ растений, которые плохо переносят вырубку лесов и любое вторжение человека в свою среду. Но не только сообщество в целом, но и каждое растение в отдельности имеет достаточно чувствительные корневища, которые легко повреждаются, но очень трудно восстанавливаются.

## Хозяйственное значение и применение
Щитовник мужской является постоянным предметом сбора — как лекарственное сырьё, декоративное садовое растение и компонент для выращивания оранжерейных эпифитов (составная часть эпифитного субстрата, так называемые папоротниковые корни).
Ещё в середине XX века корневища щитовника широко использовали для дубления кож и окраски их в жёлтый цвет. Теперь, правда, только редкие кустари-кожевенники, придерживающиеся старых натуральных рецептур, используют папоротник в этих целях.
Экстракт из осенних листьев пригоден для стимуляции размножения дрожжей при их производстве.
Корневища ядовиты для свиней и овец при поедании в большом количестве.

### Лекарственное применение
Щитовник мужской широко и очень давно известен в качестве лекарственного растения. Лекарственные свойства этого растения были известны уже врачам античной эпохи и Средневековья. В частности, о нём неоднократно упоминается в трудах Диоскорида и Плиния.
Растение ядовито, (в особенности корневище), не исключается возможность отравления! Корневище обладает специфическим запахом и сладковато-терпким вкусом.
В качестве лекарственного сырья используют корневище (лат. Rhizoma Filicis maris), которое выкапывают осенью, отряхивают землю, очищают от корней и листьев и высушивают в тени, в хорошо проветриваемых помещениях или в сушилках при температуре не выше 40 °C. Урожайность корневищ до 5 ц/га.
В корневищах содержится 7—8 % дубильных веществ, производные флороглюцина, флавоноиды и эфирное масло. Главными действующими веществами корневища папоротника мужского являются фенольные соединения, состоящие из флороглюцидов различной степени сложности, — мономерные, димерные и тримерные производные флороглюцина: фильмарон (аспидинофиллин), филицин, флаваспидиновая кислота, аспидинол и другие, обладающие выраженным противоглистным действием. Эти вещества в экстракте корневищ вызывают паралич мускулатуры ленточных глистов и червей, которых затем выводили из организма при помощи слабительного. Этот способ противоглистной терапии на данный момент считается устаревшим. В европейской фармакопее этот препарат главным образом применяется в ветеринарии. В фармацевтической промышленности лекарственное сырьё используется для приготовления препаратов от червей-паразитов. В качестве глистогонного средства щитовник мужской официально входил в Государственную фармакопею СССР. Из свежесобранных корневищ получали препарат филиксан.
Однако яды, содержащиеся в корневищах папоротника мужского, токсичны не только для гладкой мускулатуры паразитических червей, но и для центральной нервной системы и сердца человека. При введении в кровь подопытных теплокровных животных (или после всасывания в кровь из кишечника) пороговой токсической дозы вскоре начинаются судороги, а впоследствии и паралич центральной нервной системы и сердца. Именно в силу этих токсических свойств препараты щитовника мужского противопоказаны при заболеваниях сердца, болезнях печени и почек, язвенной болезни желудка и двенадцатиперстной кишки, а также при беременности, истощении и малокровии. Кроме того, при употреблении препаратов папоротника мужского (спустя полчаса после приёма) необходимо давать только солевое слабительное (например, английскую соль), но не касторку, которая резко усиливает всасывание в зоне кишечника и таким образом может спровоцировать сильное отравление.
Использование щитовника в народной медицине значительно шире, чем в официальной. Однако, необходимо помнить, что корневище этого папоротника ядовито и при самолечении может вызвать острое отравление, выражающееся в судорогах, помрачении сознания, усиленном сердцебиении и рвоте.
Споры в традиционной китайской медицине применяют при гематурии и болезнях мочеполовых органов.
|        |  |  |  |
| Сорусы |  |  |  |

### Культурное растение
Щитовник мужской широко используется в качестве декоративного культурного растения в городском озеленении, на приусадебных участках и в садово-парковом хозяйстве. В Европе известен в культуре во всяком случае с XVII века и имеет не менее двух десятков культурных селекционных форм, сильно отличающихся от природного вида. Однако косвенным образом можно судить также и о том, что и в Древней Греции, и в Римской империи имело место его употребление в качестве культурного или по крайней мере окультуренного дикорастущего растения. Само по себе слово felix или filix в живой латыни времён императоров имело одно значение, однако очень широко употребляемое как в прямом, так и в переносном смысле слова. Слово filix означало папоротник, или (шире) сорняк, а в переносном смысле — назойливый визитёр, ничтожество, а также нежелательные волосы на теле. Именно второе значение этого слова (сорняк) и позволяет судить о широком распространении этого красивого папоротника с правильной кроной листьев, а также о возможности его декоративного использования в городах и на тех местах в саду, возле каменной ограды или у дома, где его присутствие не только не мешало другим растениям (сорняк можно было не удалять), но и было желательно.
В настоящее время садоводами и озеленителями активно используется более трёх десятков сортов щитовника мужского, отличающихся главным образом размером, формой и плотностью листьев. Некоторые наиболее известные культурные формы:

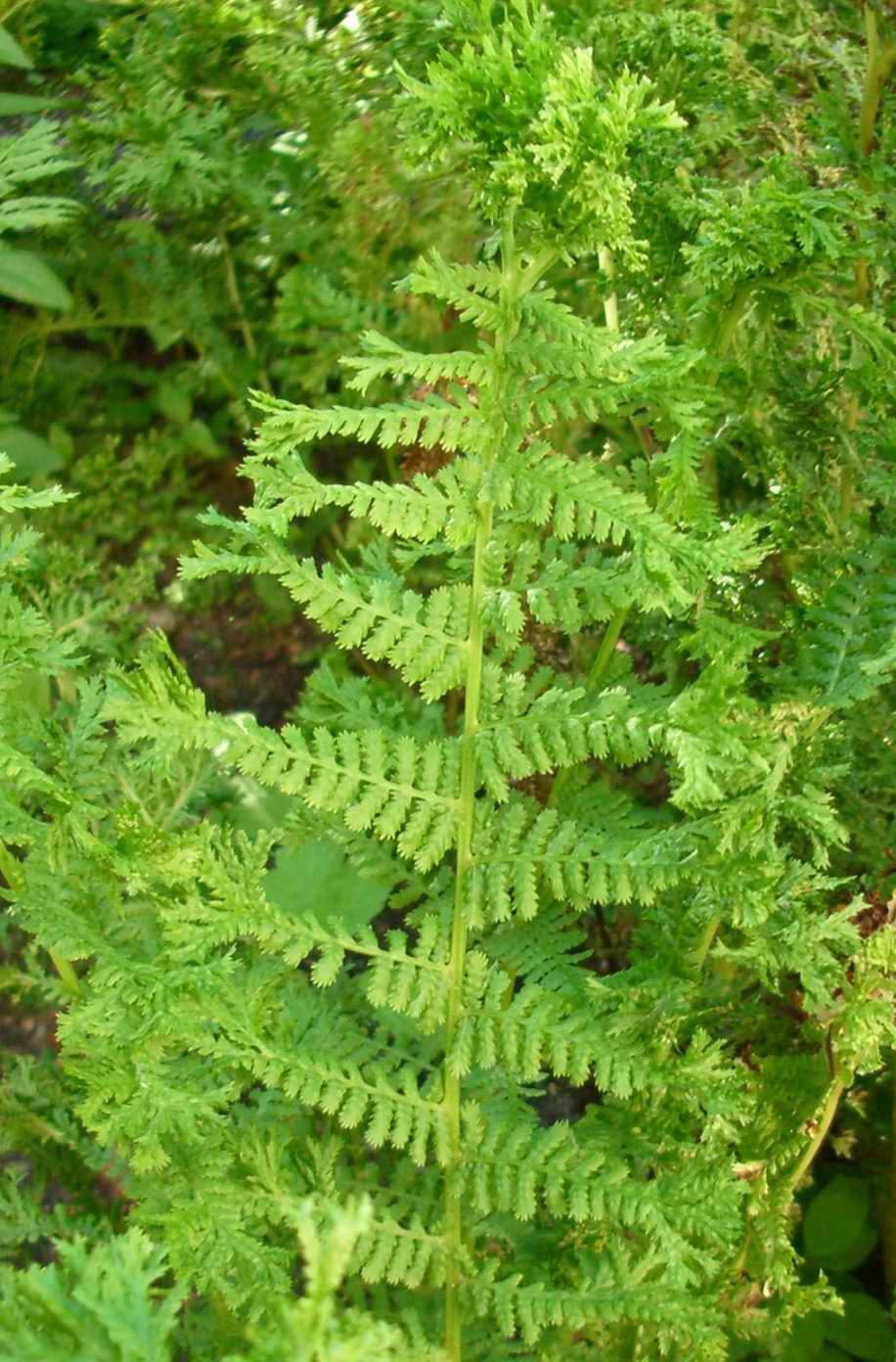
Щитовник мужской сорт 'Cristata'

- 'Barnesii' — растения по размеру близкие к природному виду, хотя и кажутся более компактными, собранными, высота до 80—90 см. Листья более узкие и жёсткие, прямые и хорошо держат форму, что создаёт впечатление как бы геометрического растения.
- 'Crispa' — растения с более короткими листьями. Доли каждого листа более широкие, чем у исходного вида и почти соприкасаются друг с другом, образуя как бы цельную листовую пластину. Высота растения не превышает полметра.
- 'Crispa Capitata' — растение компактное, с довольно тонкими и длинными листьями. Отдельные сегменты сильно курчавые и обильно ветвящиеся как в форме вилочек, так и в форме гребней. Растение издалека напоминает крупный пучок петрушки.
- 'Crispa Cristata' — такое же компактное растение, однако каждый сегмент и лист в целом оканчивается завитком, гребешком или неполным веером, что создаёт впечатление курчавости.
- 'Cristata' — крупные растения с более широкими, чем у основного вида листьями. Отличается также и формой окончания каждого пера сложного листа. Как следует из названия сорта, каждый листочек заканчивается не «остриём», а гребешком или веером, от основания постепенно сужаясь и в конце резко разворачиваясь.
- 'Furcata' — растения среднего размера, отдельные доли листа многократно раздваиваются, особенно ближе к кончикам. Сорт, по-видимому, производный от предыдущего.
- 'Grandiceps' — растения крупные, по размеру даже превосходят природный вид. Главный черешок листа на конце обильно ветвится, в результате чего лист напоминает форму гриба со шляпкой или бадминтонную ракетку. Каждое перо сложного листа, изящно выгибаясь и поникая, так же образует веер — или «кристату», как у предыдущего сорта. Выносливый, очень декоративный и неприхотливый сорт, широко распространённый в культуре.
- 'Linearis Congesta' — (форма «компресса») как бы сжатое растение с листьями в три раза короче, чем у природного вида (30—40 см). Отдельные перья листа посажены очень густо, отчего создают впечатление курчавости.
- 'Linearis Polydactyla' — похож на предыдущий сорт. Компактное растение, отдельные перья листа узкие, почти линейные, на конце резко разветвляются, образуя нечто вроде раскрытой ладони руки.
- 'Multicristata' — сорт, в целом близкий к сорту Crispa Cristata, более рослый и широкий. Конец листа в целом и каждого сегмента в отдельности заканчивается правильной формы гребнем. Растение густое, высота куста до 70 см.
- 'Ramo Cristata' — очень сильно веерная форма. И весь лист, и каждое перо в отдельности веерно разветвляется почти от самого основания. Растение в целом совершенно не похоже на исходный вид.
- 'Squamulosa' — компактное, низкое и очень густое растение, доли листа соприкасаются или частично перекрывают друг друга, кроме того, каждая пластинка сильно гофрирована, как если бы лист долго мяли в руках. Высота куста не более 40 см.

## Консортивные связи
Щитовник мужской в природе служит пищей для большого количества диких животных. Особенно листья этого папоротника любит лось. В середине 1970-х годов зоологи Саянского заповедника попытались выяснить, какова роль щитовника в питании крупных травоядных животных. Результаты расчётов по времени и скорости передвижения лосей по лесу оказались удивительными. Обыкновенно эти животные едят практически не останавливаясь и срывая листья деревьев и кустарников на ходу. Средняя скорость передвижения лося по лесу составляет примерно 2,5 метра в минуту. И на пойменных лугах с богатой растительностью, и даже в воде эта скорость практически не менялась. А вот в зарослях щитовника, нежные листья которого, казалось бы, сорвать легче всего, лось буквально «вязнет», почти останавливается и начинает пастись со скоростью всего один метр в минуту, довольно серьёзно прорежая густые заросли папоротника. Это одновременно даёт хороший результат для молодых сеянцев сибирского кедра, которые под сплошным покровом щитовника часто погибают от недостатка света и избыточной влажности.

### Патогенные грибы
На щитовнике мужском паразитируют несколько видов аскомицетов из рода Тафрина (Taphrina). В Северной и Центральной Европе, на Британских островах и на Дальнем Востоке встречается Taphrina vestergrenii, в северных и горных регионах Европы — Taphrina athyrii. Оба вида вызывают пятнистость листочков.

## Ботаническая классификация

### Синонимы
По данным The Plant List на 2010 год, в синонимику вида входят:
- Aspidium depastum Schkuhr
- Aspidium erosum Schkuhr
- Aspidium expansum D.Dietr.
- Aspidium filix-mas (L.) Sw.
- Aspidium mildeanum Göpp.
- Aspidium nemorale (Salisb.) Gray
- Aspidium opizii Wierzb.
- Aspidium umbilicatum (Poir.) Desv.
- Aspidium veselskii Hazsl. ex Domin
- Aspidium × bohemica Domin
- Aspidium patagonica Diem
- Lastrea filix-mas (L.) C.Presl
- Nephrodium crenatum Stokes
- Nephrodium filix-mas (L.) Rich.
- Polypodium filix-mas L.
- Polypodium heleopteris Borkh.
- Polypodium nemorale Salisb.
- Polypodium umbilicatum Poir.
- Polystichum filix-mas (L.) Roth
- Polystichum polysorum Tod.